# Silvio Marzolini
Silvio Marzolini (Barracas, 4 ottobre 1940 – Buenos Aires, 17 luglio 2020) è stato un calciatore e allenatore di calcio argentino, di ruolo difensore.

## Carriera
Iniziò la sua carriera nelle giovanili del Ferro Carril Oeste, debuttando nella Primera División Argentina nel 1959. Solo un anno dopo si trasferì al Boca Juniors, con cui vinse 5 campionati. Fra 1960 e 1972 giocò 366 partite con il Boca, risultando il terzo giocatore con più presenze nella storia della squadra, e mise a segno 9 reti.
Terzino sinistro, giocò in questa posizione per la nazionale argentina ai Mondiali del 1962 e a quelli del 1966. In quest'ultima occasione la stampa specializzata lo considerò il miglior terzino sinistro del torneo. Disputò 28 partite con l'Argentina, realizzando una rete.
Dopo essersi ritirato come calciatore divenne allenatore degli All Boys (1975-1976) per poi seguire il Boca Juniors con il quale vinse di nuovo la Primera.

## Palmarès

### Giocatore
- Campionato argentino: 5

Boca Juniors: Primera 1962, Primera 1964, Primera 1965, Nacional 1969, Nacional 1970

### Allenatore
- Campionato argentino: 1

Boca Juniors: Metropolitano 1981